# زلیونایا روشچا (اسلاوگورود، سرزمین آلتای)
زلیونایا روشچا (به لاتین: Zelyonaya Roshcha) یک منطقهٔ مسکونی در روسیه است که در سرزمین آلتای واقع شده‌است.